# Microhydromys argenteus
Microhydromys argenteus — вид гризунів з родини мишеві (Muridae).

## Етимологія
Епітет лат. argenteus посилається на сірувату шерсть цього виду, що дозволяє безпосередню відрізнити його від чорної шерсті M. richardsoni.

## Опис
Гризун невеликого розміру, з довжиною голови й тіла від 78 до 86 мм, довжина хвоста між 71 і 83 мм, довжина стопи від 19 до 22 мм, довжина вух між 11,4 і 13 мм і вага до 13 гр.
Хутро дуже коротке і м'яке. Верхні частини тіла сіруваті, а черевні частини світліші. Задня частина ніг світла, покрита короткими білуватими волосками. Хвіст трохи коротший, ніж голова і тіло, рівномірно сірий з кінцевою половиною білою.

## Проживання
Ендемік Нової Гвінеї. Живе в замшілих лісах між 380 і 1450 метрів над рівнем моря.